# Лощинский, Михаил Фёдорович
Михаи́л Федорович Лощи́нский (рус. дореф.: Михаилъ Федоровичъ Лощинскій, 5 ноября 1849 — 11 января 1917) — российский контр-адмирал (в отставке с 20 октября 1908 года), заведующий морской и минной обороной Порт-Артура в 1904 году.

## Биография
Из потомственных дворян Черниговской губернии. Православный дворянский род берёт начало от Леонтия Лащинского — сотника Красноколядинского. Род внесён во 2-ю часть Родословной книги Черниговского дворянства. Отец — Фёдор Андреевич Лащинский, мать — Мария Николаевна Лащинская (Юркевич).
Окончил Морской кадетский корпус присвоением чина гардемарина 11 апреля 1870 года. Гардемарином совершил кругосветное плавание на корвете «Витязь». 26 июня 1872 года присвоен чин мичмана. 1 января 1876 года присвоен чин лейтенанта. Окончил Минный офицерский класс с зачислением в минные офицеры 1 разряда (1876).
В 1877—1878 годах флагманский минный офицер при главном командире Черноморского флота и портов Чёрного моря, командовал ракетной батарей при осаде Плевны. За участие в русско-турецкой войне награждён орденами Св. Владимира 4-й степени с мечами и бантом, Св. Анны 3-й степени.
В 1879—1880 годах командовал миноносками, являлся помощником заведующего минной частью Черноморского флота, в 1881—1886 годах флагманский минный офицер на учебном минном отряде Черноморского флота, с 1886 года капитан 2 ранга.
С 1887 года флаг-капитан штаба начальников практических отрядов, с 1890 года флагманский минный офицер штаба командующего Практической эскадрой Черноморского флота. Командир мореходной канонерской лодки «Терец» (1893—1894), с 1894 года главный минер Николаевского порта, произведен в капитаны 1 ранга. Командовал учебным судном «Березань» (1896 год), эскадренным броненосцем «Двенадцать Апостолов» (1897—1900 годы).
24 августа 1900 года назначен исправляющим должность капитана Севастопольского порта. 1 апреля 1901 года произведен в контр-адмиралы с утверждением в должности. 21 сентября 1902 года при спуске на воду крейсера «Очаков» удостоился Высочайшего благоволения. 7 октября 1902 года «за постройку и изготовление к спуску крейсера I ранга «Очаков» награжден орденом Св. Станислава I степени. 24 ноября 1903 года назначен младшим флагманом Балтийского флота.
28 января 1904 года командирован в Порт-Артур, назначен заведующим морской и минной обороной — помощником по морской части коменданта крепости, с 14 марта младший флагман Тихоокеанской эскадры, с 24 августа заведующий морской и минной обороной Артура. Награждён золотой саблей с надписью «За храбрость» (21 июля 1904), орденом Св. Анны 1-й степени с мечами.
В 1905—1906 годах по назначениям морского министра и Главного морского штаба являлся членом различных комиссий, с 1906 года исполнял должность главного инспектора минного дела, в 1908 году уволен от службы с производством в вице-адмиралы.
Умер в Петрограде, похоронен в Херсоне.